# Любич-Дольны
Любич-Дольны — деревня в гмине Любич Торуньского повета Куявско-Поморского воеводства в центральной части севера Польши.